# Sally Rowley
Sara Jane "Sally" Rowley (Trenton, 20 de octubre de 1931 - Tucson, 14 de mayo de 2020) fue una joyera estadounidense y activista por los derechos civiles.

## Primeros años
Rowley nació en Trenton, Nueva Jersey hija de Emos Rowley y Sara Rowley. Se graduó de Stephens College en Missouri. En Stephens, aprendió a volar aviones pequeños y trabajó como asistente de vuelo para American Airlines después de graduarse.

## Activismo
Rowley trabajó como secretaria en Nueva York en la década de 1950 y principios de la de 1960. En 1959, estaba a bordo de un avión secuestrado por pistoleros cubanos. Se unió a los Viajeros de la libertad, que viajaron en autobuses interestatales hacia el sur segregado de Estados Unidos para impugnar la no aplicación del fallo de la Corte Suprema de que los autobuses públicos segregados eran inconstitucionales. Fue arrestada con otros Viajeros de la libertad por la policía del condado de Jackson en julio de 1961. Después de pasar un tiempo en la Penitenciaría del Estado de Misisipi, regresó a Nueva York, pero luego vivió en México, Guatemala, Hawai, California y Nuevo México, fabricando y vendiendo sus joyas.

## Vida personal
El socio de Rowley fue el artista Felix Pasilis; nunca se casaron formalmente, pero vivieron y trabajaron juntos desde la década de 1960 hasta su muerte en 2018. Tuvieron hijos, Sofie y Oliver, y criaron a su hija, Beatrice.

### Fallecimiento
Falleció de COVID-19 en mayo de 2020, durante la pandemia de COVID-19 en Arizona a los 88 años, después de que se extendiera por su hogar de ancianos en Tucson, Arizona. Su nieta, Anika Pasilis, escribió un artículo de opinión sobre asistir al lecho de muerte de Rowley a través de una ventana en el hogar de ancianos.